# Khánh Sơn
Khánh Sơn là một xã thuộc tỉnh Khánh Hòa, Việt Nam.

## Lịch sử
Ngày 16 tháng 6 năm 2025, Ủy ban Thường vụ Quốc hội ban hành Nghị quyết số 1667/NQ-UBTVQH15 về việc sắp xếp các đơn vị hành chính cấp xã của tỉnh Khánh Hòa năm 2025 (nghị quyết có hiệu lực từ ngày 16 tháng 6 năm 2025). Theo đó, hợp nhất thị trấn Tô Hạp, xã Sơn Hiệp và xã Sơn Bình thành xã Khánh Sơn.

## Địa lý
Xã Khánh Sơn có ranh giới với các xã:
- Phía Bắc giáp các xã Khánh Vĩnh và Suối Dầu
- Phía Nam giáp các xã Bác Ái và Bác Ái Đông
- Phía Đông giáp xã Đông Khánh Sơn
- Phía Tây giáp xã Tây Khánh Sơn

Xã có diện tích 98,68 km², dân số năm 2025 là 11.535 người, mật độ dân số đạt 117 người/km².